# Grażyna Odrowąż-Sypniewska
Grażyna Renata Odrowąż-Sypniewska (ur. 2 grudnia 1949) – polska profesor doktor habilitowana nauk medycznych, prorektor Uniwersytetu Mikołaja Kopernika w Toruniu (2016–2020).

## Życiorys
Grażyna Odrowąż-Sypniewska ukończyła biologię ze specjalnością biochemia na Uniwersytecie Warszawskim. Uzyskała dwa doktoraty: z nauk przyrodniczych uzyskała na Wydziale Lekarskim Akademii Medycznej w Warszawie (1977) oraz z nauk medycznych na Wydziale Lekarskim Uniwersytetu w Göteborgu (1986). Stypendystka Światowej Organizacji Zdrowia, Narodowego Instytutu Zdrowia w USA oraz w I Klinice Chorób Wewnętrznych Szpitala Uniwersyteckiego przy Uniwersytecie w Göteborgu. Stopień naukowy doktor habilitowanej nauk medycznych w zakresie biologii medycznej – biochemii uzyskała w Centrum Medycznym Kształcenia Podyplomowego w Warszawie (1991). Tytuł naukowy profesora w 2005. Uzyskała specjalizacje zawodowe w zakresie analityki klinicznej oraz zdrowia publicznego.
Jest kierowniczką Katedry i Zakładu Diagnostyki Laboratoryjnej Collegium Medicum w Bydgoszczy, Uniwersytetu Mikołaja Kopernika i kierowniczką Zakładu Diagnostyki Laboratoryjnej Szpitala Uniwersyteckiego nr 1. Pełniła funkcję prodziekan Wydziału Farmaceutycznego Akademii Medycznej w Bydgoszczy, a później dziekan tego Wydziału.
Jej główne zainteresowania badawcze obejmują nowoczesną diagnostykę laboratoryjną metabolicznych chorób cywilizacyjnych. Jest autorką lub współautorką 116 publikacji w bazie PubMed oraz 15 rozdziałów w monografiach. Łączny wskaźnik cytowań dotychczas opublikowanych prac wynosi 182,426.
Wypromowała 16 doktorów nauk medycznych, była recenzentką kilkunastu rozpraw doktorskich, 4 rozpraw habilitacyjnych oraz 5 profesur.
Działa w zagranicznych i krajowych towarzystwach naukowych; jest członkinią Zarządu EFLM (European Federation of Laboratory Medicine), wiceprezeską Polskiego Towarzystwa Diagnostyki Laboratoryjnej oraz Kolegium Medycyny Laboratoryjnej w Polsce. Redaktorka naczelna czasopisma Medical Research Journal, członkini komitetów redakcyjnych czterech zagranicznych czasopism z IF.

## Wyróżnienia
Była wyróżniana, m.in. nagrodami Ministra Zdrowia, nagrodą indywidualną Fundacji Rozwoju Diagnostyki Laboratoryjnej i nagrodami Rektora. Uznana za 5. najbardziej wpływową bydgoszczankę.
W 2000, za zasługi w pracy naukowej na rzecz rozwoju medycyny, została odznaczona srebrnym Krzyżem Zasługi.